# Pseudanaesthetis pakistana
Pseudanaesthetis pakistana är en skalbaggsart som först beskrevs av Stefan von Breuning 1975.  Pseudanaesthetis pakistana ingår i släktet Pseudanaesthetis och familjen långhorningar.
Artens utbredningsområde är Pakistan. Inga underarter finns listade i Catalogue of Life.